# North American Sabreliner
North American Sabreliner (kasneje Rockwell Sabreliner, vojaška oznaka T-39 Sabreliner) je bilo 5-7 sedežno reaktivno poslovno letalo ameriškega proizvajalca North American Aviation. Bil je eno izmed prvih reaktivnih poslovnih letal. Ime "Sabreliner" so izbrali, ker je imel podobno krilo in rep kot lovec F-86 Sabre

## Specifikacije (T3J-1/T-39D)
Podatki iz T-39 Sabreliner on Boeing History site
Splošne karakteristike
- Število sedežev: 5-do 7 potnikov
- Dolžina: 44 ft (13,41 m)
- Razpon kril: 44 ft 6 in (13,56 m)
- Višina: 16 ft (4,88 m)
- Površina kril: 342,1 ft² (31,79 m²)
- Teža praznega letala: 9257 lb (4199 kg)
- Naložena teža: 16340 lb (7412 kg)
- Maks. vzletna teža: 17760 lb (8056 kg)
- Pogon letala: 2 × Pratt & Whitney J60-P-3 turboreaktivni motor, 3000 lbf (13,3 kN) vsak

 Zmogljivost 
- Maks. hitrost: 478 vozlov (550 mph, 885 km/h)
- Potovalna hitrost: 435 vozlov (500 mph, 800 km/h)
- Doseg: 2170 nmi (2500 milj, 4020 km)
- Višina leta: 40000+ ft (12200+ m)
- Razmerje potisk/teža: 0,338